# IOS 9
iOS 9은 애플이 iOS 8의 후속으로 설계한 새로운 운영 체제이다.

## 주요 기능

### 메모
체크리스트, 사진, 지도, 혹은 웹 링크를 추가할 수 있고 손가락으로 그린 스케치를 저장할 수 있다.

### 지도
'대중교통' 보기를 통해 지도에서 직접 지하철, 버스, 기차, 여객선의 노선과 정류장 확인이 가능하다.

### iCloud Drive 앱
아이클라우드 드라이브 전용 앱이 iOS 9에 내장되어 iCloud에 저장해둔 모든 파일을 한 곳에서 곧바로 액세스할 수 있다.

### 아이패드 키보드
'단축키 바', 한국어 맞춤법 검사 기능, 편리한 편집 툴, 그리고 멀티 터치(Multi-Touch) 제스처를 활용한 손쉬운 텍스트 선택 방법이 추가되었으며 외장 키보드 사용지 단축키가 추가되었다.

### 배터리 사용시간 향상
새로운 '저전력 모드'는 배터리 사용 시간을 연장해 준다.

### 향상된 보안
잠금암호가 6자리로 변경되었다. (물론 설정에서 4자리로 변경가능하다.)

## 지능형

### 능동적 지원
- 검색어를 입력하기도 전에 연관성 있는 정보를 제시한다.
- 교통 상황을 고려하여 약속 장소로 출발할 때를 미리 알려준다.
- 특정 장소 또는 하루 중 특정 시간에 주로 청취하는 콘텐츠를 기억했다가 자주 듣는 음악과 오디오 앱의 재생 제어기를 자동으로 표시한다.
- Mail에서 찾은 정보를 바탕으로 제안된 이벤트 및 연락처 세부사항이 앱에 추가된다.

### Siri 기능 향상
- 날짜, 장소, 앨범 이름으로 사진과 비디오를 검색할 수 있다.
- Safari, Mail, 메모, 메시지 등 앱에서 하던 작업을 나중에 알려달라고 부탁할 수 있다.
- 대중교통을 이용한 자도 경로를 검색할 수 있다.
- 스포츠 점수, 일기 예보 및 주가를 검색할 수 있다.
- 간단한 계산 및 단위 변환을 수행할 수 있다.
- 연락처 검색 결과에서 메시지, 전화 및 FaceTime 전화 연결을 할 수 있다.

### 새로운 iPad 기능

#### Slide Over
- 사용 중인 App에서 나갈 필요 없이 간편하게 두 번째 App을 사용할 수 있다.
- Slide Over로 사용 중인 App 간에 쉽게 전환한다.
- Apple App 및 활성화된 타사 App을 지원한다.

#### Split View
- 두 개의 App을 열고 동시에 사용할 수 있다.
- 두 개의 App을 동일한 크기로 사용하거나 필요에 맞게 크기를 조절할 수 있다.
- Apple App 및 활성화된 타사 App을 지원한다.

#### 화면 속 화면
- 즐겨찾는 App을 사용하는 동안에도 계속해서 동영상을 시청할 수 있다.
- Safari 비디오, FaceTime, 동영상과 Podcast 및 활성화된 타사 App을 지원한다.

#### 향상된 QuickType
- Multi-Touch 동작으로 iPad에서 손쉽게 텍스트를 선택할 수 있다.
- iPad에서 단축키 바를 통해 텍스트 편집 도구를 바로 사용할 수 있다.
- 하드웨어 키보드 단축키를 지원한다.
- 모든 유니코드 국기 이모티콘을 지원한다.

### 내장 App

#### Map 기능 향상
- 일부 주요 도시에서의 대중교통 노선, 출입구 등의 정보가 표시된 정류장, 대중교통 일정 및 경로를 지원한다.
- 음식, 음료, 쇼핑, 여가 등 카테고리별로 주변 장소를 검색할 수 있다.
- Apple Pay를 지원하는 매장은 장소 카드에 표시된다.
- 랜드마크 및 도시에 대한 위키백과 정보가 장소 카드에 포함된다.

#### 새로 디자인된 메모 App
- 내장 카메라로 촬영한 사진 또는 사진 보관함에 있는 사진을 메모에 추가할 수 있다.
- 유용한 체크 리스트를 생성하고 완료된 항목은 탭하여 체크 표시를 한다.
- 손가락으로 재빨리 생각을 스케치한다.
- 공유 메뉴를 사용하여 다른 App에서 찾은 관심 항목을 바로 저장할 수 있다.

#### 새롭게 추가된 News App
- 즐겨찾는 신문, 잡지 및 블로그는 물론 백만 개 이상의 토픽에서 골라 읽을 수 있다.
- 아름다운 활자 및 레이아웃과 함께 사진 갤러리, 동영상, 애니메이션 등이 풍부하게 제공된다.
- 추천 뉴스에서 사용자의 관심 분야를 토대로 선별한 기사를 찾아보고 탐색에서 추천 채널 및 토픽을 검색할 수 있다. News는 사용하면 사용할수록 더욱 사용자 취향에 가깝게 맞춰진다.
- 기사를 손쉽게 친구와 공유하거나 나중에 오프라인으로도 읽을 수 있도록 저장할 수 있다.

#### Mail 기능 향상
- 보낸 사람, 받는 사람, 제목 또는 여러 조건을 필터로 사용하여 결과를 빠르게 찾아볼 수 있도록 검색 기능이 향상되었다.
- Mail에서 나갈 필요 없이 첨부된 이미지 또는 PDF 파일에 텍스트, 도형, 서명 등의 주석을 추가한 후 답장할 수 있도록 마크업 기능을 지원한다.
- 수신한 첨부 파일을 저장하거나 새로운 메시지 작성 시 iCloud Drive 또는 다른 도큐멘트에서 파일을 추가하는 방법이 더 간편해졌다.

#### Apple Pay 및 Wallet 기능 향상
- Discover 카드를 지원한다.
- 적립 카드, 매장 포인트 및 직불 카드를 지원한다.
- 잠금 화면에서 홈 버튼을 이중 클릭한 다음 계속해서 Touch ID에 손가락을 대고 있으면 더 빠르게 결제를 진행할 수 있다.

#### 새로운 iCloud Drive App
- Mac에서 추가한 날짜, 이름 또는 태그로 새로운 iCloud Drive App에서 파일을 더 간편하게 검색하고 탐색할 수 있다.
- 호환되는 App이면 어디서나 파일을 열 수 있으며 선택한 App과 공유할 수 있다.
- 폴더 및 파일을 구성할 수 있다.
- iCloud Drive App을 가져오려면 설정 > iCloud > iCloud Drive로 이동하여 홈 화면에서 보기를 선택하십시오.

#### CarPlay 기능 향상
- 오디오 메시지를 보낸 사람의 목소리로 재생하여 들을 수 있다.
- 자동차의 컨트롤 노브에 대한 전면 지원으로 틸트 또는 돌려서 지도의 목록을 스크롤하거나 회전할 수 있다.
- 자동차 제조사의 CarPlay App을 지원한다.

## 운영 체제 기반

### 더 늘어난 배터리 시간
- 이제 배터리를 충전하기까지 최대 1시간을 더 사용할 수 있다.
- 전화기를 엎어놓으면 이를 감지하여 사용 중이 아닌 경우 화면을 끈다.
- 저전력 모드는 기기의 성능을 최적화하여 배터리 사용 시간을 최대 3시간까지 더 늘려준다.
- 소프트웨어 업데이트는 다운로드에 더 적은 공간을 사용하며 나중에 설치할 수 있는 옵션을 제공한다.
- iOS App 및 사용자 인터페이스는 이제 Metal을 사용하여 보다 빠른 스크롤링, 부드러운 애니메이션, 그리고 전반적인 성능 향상을 제공한다.
- Touch ID 기기를 지원하는 2단계 인증 및 6자리 암호로 보안이 향상되었다.

### 기타 개선 사항
- 새로운 San Francisco 시스템 서체를 도입했다.
- FaceTime 전화를 상대가 받지 않는 경우 메시지를 남길 수 있다.
- 공유 시트를 사용하여 전화 App에서 음성 메시지를 공유한다.
- 항공 정보 인식 및 소포 추적 기능이 데이터 탐색기에 추가되었다.
- 건강 App에서 생식 건강, 자외선 노출, 수분 섭취 및 비활동적 상태 데이터 유형을 추가로 지원한다.
- HomeKit에서 전동 창문 및 블라인드, 동작 감지 센서, 홈 보안 시스템 액세서리를 추가로 지원한다.
- 새로 디자인된 Podcast에서는 즐겨찾는 Podcast의 최신 에피소드를 찾기가 더 쉬워졌고 새로운 에피소드가 있으면 알림을 보낸다.
- iPhone이 근처에 없어도 제휴 네트워크 사업자를 통해 iPad, iPod touch 및 Mac에서 Wi-Fi 통화를 걸 수 있다.
- Wi-Fi 지원을 통해 Wi-Fi 연결이 불안정하면 자동으로 셀룰러 데이터를 사용한다.
- iOS로 이동 App을 통해 안드로이드 기기에서 콘텐츠를 이동할 수 있다.

### 확장된 언어 지원
- 새로운 PingFang 중국어 시스템 서체
- QuickType에서 중국어 예상 단어, 학습 및 자동 수정 향상
- 10키 중국어 키보드에서 새로 디자인된 구두점 입력 방식
- 오른쪽에서 왼쪽으로 글을 쓰는 언어를 위해 새로 디자인된 사용자 인터페이스
- 오스트리아어, 벨기에어(프랑스 및 네덜란드) 및 노르웨이어를 위한 Siri 지원 추가
- Spotlight 검색의 멕시코 지원 추가
- 프랑스어(벨기에), 독일어(오스트리아), 구자라트어, 힌두어(음역), 인도식 영어, 펀자브어, 스페인어(멕시코) 및 텔루그어를 위한 새로운 키보드
- 프랑스어(벨기에), 독일어(오스트리아), 한국어, 러시아어, 스페인어(멕시코) 및 터키어에 대한 예상 단어 입력 기능
- 네덜란드어(벨기에), 영어(아일랜드, 필리핀, 남아프리카), 프랑스어(벨기에), 독일어(오스트리아), 스페인어(칠레, 콜롬비아)에 대한 받아쓰기 지원
- 핀란드어 및 한국어에 대한 맞춤법 검사
- 힌두어, 노르웨이어 및 스웨덴어에 대한 정의 사전
- 프랑스어-영어 및 독일어-영어 사전 지원
- QuickType에서 새로운 일본어 자동 수정 및 향상된 예상 단어 및 학습
- 아라비아 및 힌두 숫자 시스템 간에 전환할 수 있는 옵션

### 기업 및 교육
- iTunes Store 계정을 구성할 필요 없이 직접 iOS 기기에 App을 할당
- Microsoft Exchange ActiveSync v16을 이용하는 사용자의 캘린더 안정성 향상
- 내장 IPSec 및 IKEv2 VPN 클라이언트에 대한 Per App VPN 지원 확장
- 국제 데이터 로밍 비용을 제한하기 위해 관리되는 App에 대한 새로운 네트워크 제어 제공
- 관리되는 기기에서 암호, 기기 이름 및 배경화면 변경 방지 차단 또는 AirDrop의 비활성화 차단 제공
- VPN에 대한 타사 App 확장 지원, 고급 콘텐츠 필터링 및 캡티브 Wi-Fi 네트워크

### 손쉬운 사용
- 신체 운동이 제한적인 사용자를 위해 터치 동작에 터치 제어 옵션 추가 제공
- 기능을 사용자화하거나 새로 생성할 수 있는 스위치 제어 기법
- VoiceOver 사용자를 위한 Siri 음성 지원
- AssistiveTouch 사용자화 옵션 추가
- 키 반복, 느린 키 및 고정 키에 대한 하드웨어 키보드 지원
- 오디오가 재생되는 곳을 선택할 수 있도록 MFi 보청기 오디오 전송 향상

## 지원 기기
| - 아이폰 4S - 아이폰 5 - 아이폰 5C - 아이폰 5S - 아이폰 6 - 아이폰 6 플러스 - 아이폰 6S - 아이폰 6S 플러스 - 아이폰 SE (1세대) | - 아이팟 터치 (5세대) - 아이팟 터치 (6세대) | - 아이패드 2 - 아이패드 (3세대) - 아이패드 (4세대) - 아이패드 에어 - 아이패드 에어 2 - 아이패드 미니 (1세대) - 아이패드 미니 2 - 아이패드 미니 3 - 아이패드 미니 4 - 아이패드 프로 (12.9인치 1세대) - 아이패드 프로 (9.7인치) |  |

## 같이 보기
- OS X 엘 카피탠
- WatchOS